# Антоњиновка Вилчковска
Антоњиновка Вилчковска (пољ. Antoniówka Wilczkowska) је село у Пољској које се налази у војводству Мазовском у повјату Гарвољињском у општини Маћејовице.
Од 1975. до 1998. године ово насеље се налазило у Сједлецком војводству.